# Tỉnh lộ 613
Tỉnh lộ 613 is een tỉnh lộ in Quảng Nam, een van de provincies in Vietnam. De weg is in beheer van de provincie Quảng Nam.
De weg ligt in huyện Thăng Bình en gaat door thị trấn Hà Lam en xã's Bình Phục, Bình Triều, Bình Đào en eindigt in Bình Minh bij de Zuid-Chinese Zee. De weg begint bij de kruising met de quốc lộ 1A en de quốc lộ 14E.